# 2,6-二异丙基苯胺
2,6-二异丙基苯胺是一种含氮有机化合物，结构简式H2NC6H3(CH(CH3)2)2，常温常压下为无色液体，也和许多苯胺衍生物一样易氧化为棕黄色，在配位化学中常用作配體。